# Арройуш (станція метро)
38°43′56.50″ пн. ш. 9°8′4″ зх. д. / 38.7323611° пн. ш. 9.13444° зх. д.
Арр́ойуш (порт. Arroios) — станція Лісабонського метрополітену. Знаходиться у центральній частині міста Лісабона, в Португалії. Розташована на Зеленій лінії (або Каравели), між станціями «Анжуш» і «Аламеда». Станція берегового типу, мілкого закладення. Введена в експлуатацію 18 червня 1972 року в рамках пролонгації теперішньої Зеленої лінії метрополітену у північному напрямку. Розташована в першій зоні, вартість проїзду в межах якої становить 0,75 євро.
Назва станції походить від назви однойменної муніципальної громади, де вона локалізована, — Арройуш. Розташувана на розі двох важливих транспортних артерій міста — проспекту адмірала Кандіду душ Рейш (порт. Avenida Almirante Cândido dos Reis) та вулиці Морайша Соареша (порт. Rua Morais Soares), поблизу площі Чилі, де встановлено пам'ятник відомому португальському мореплавцю на іспанській службі Фернану Магеллану.

## Опис
За архітектурою і декорацією станція нагадує інші невідреставровані станції Зеленої лінії. Архітектор оригінального проекту — Dinis Gomes, художні роботи виконала — Maria Keil (першопочатковий вигляд станції). Станція має два вестибюлі підземного типу (у південній та північній частинах), що мають чотири виходи на поверхню. На жаль, станція є однією з найдеградованіших станцій у Лісабонському метро, оскільки починаючи з 1972 року ніяких суттєвих робіт по її оновленню проведено не було. На станції заставлено тактильне покриття. 

## Режим роботи[5]
Відправлення першого поїзду відбувається з кінцевих станцій лінії:
- ст. «Кайш-ду-Содре» — 06:30
- ст. «Тельєйраш» — 06:30

Відправлення останнього поїзду відбувається з кінцевих станцій лінії:
- ст. «Кайш-ду-Содре» — 01:00
- ст. «Тельєйраш» — 01:00

## Галерея зображень

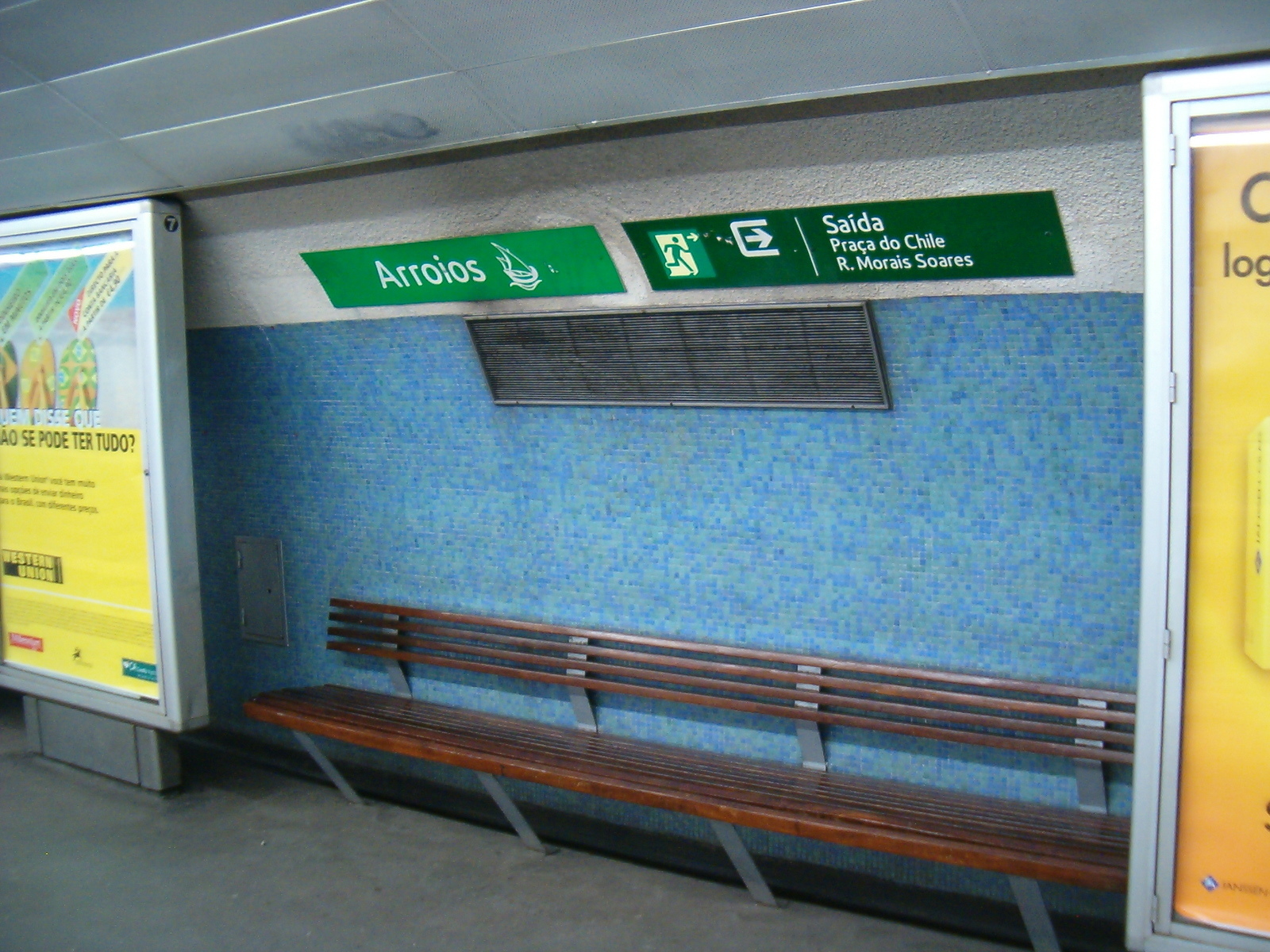
Декорація стін посадкової платформи
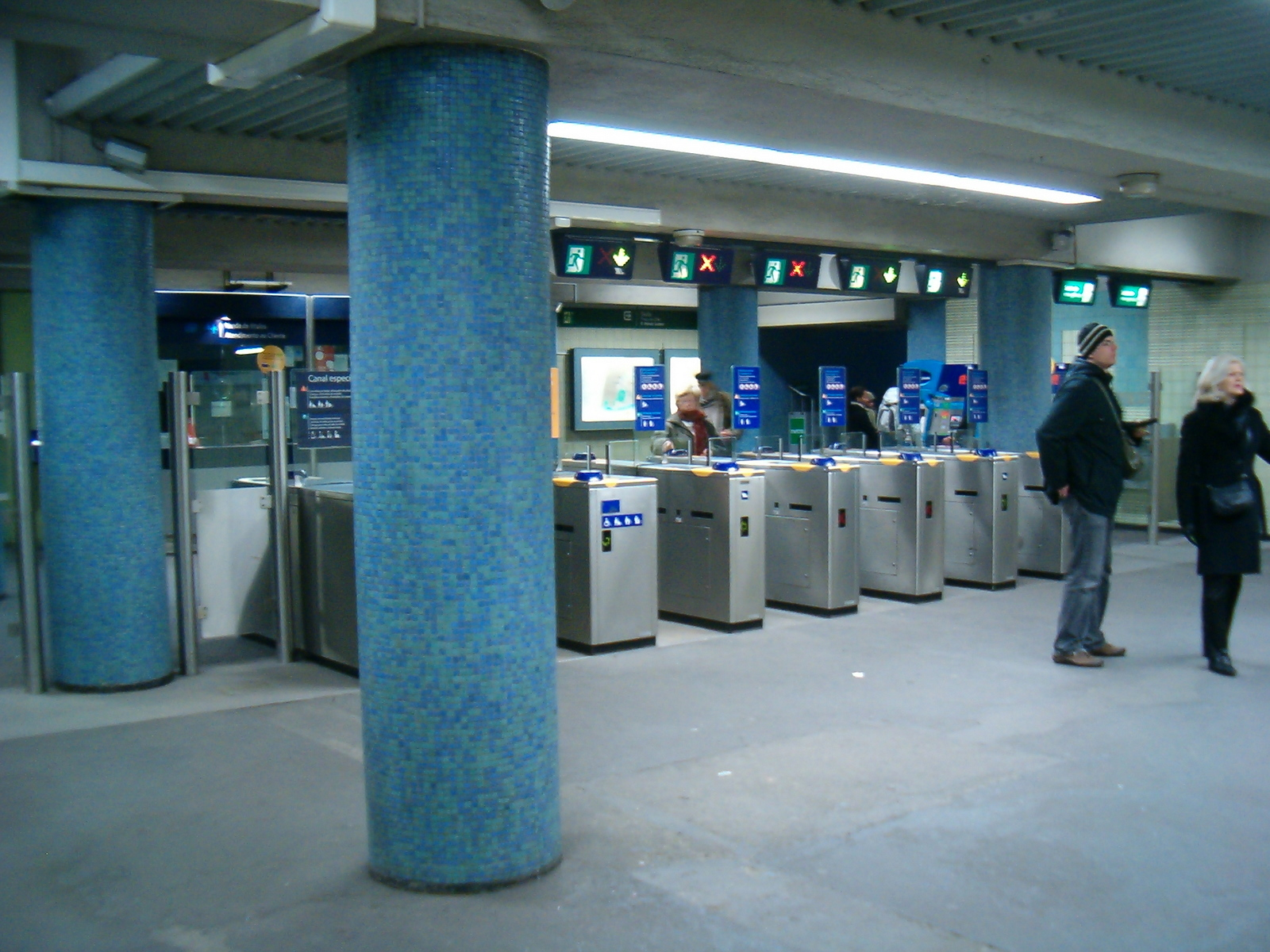
Пропускні турнікети у вестибюлі станції
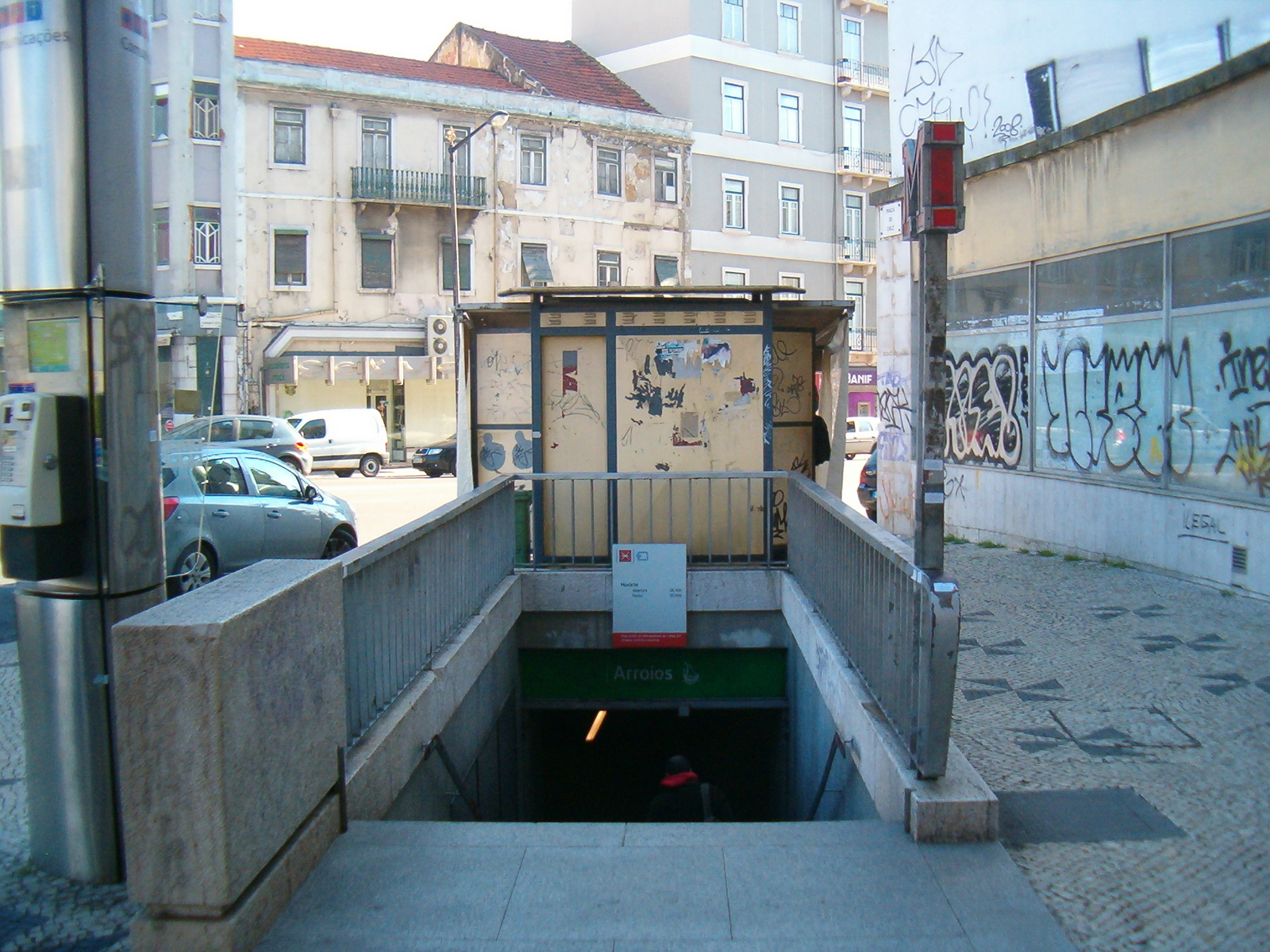
Вхід до станції з вулиці
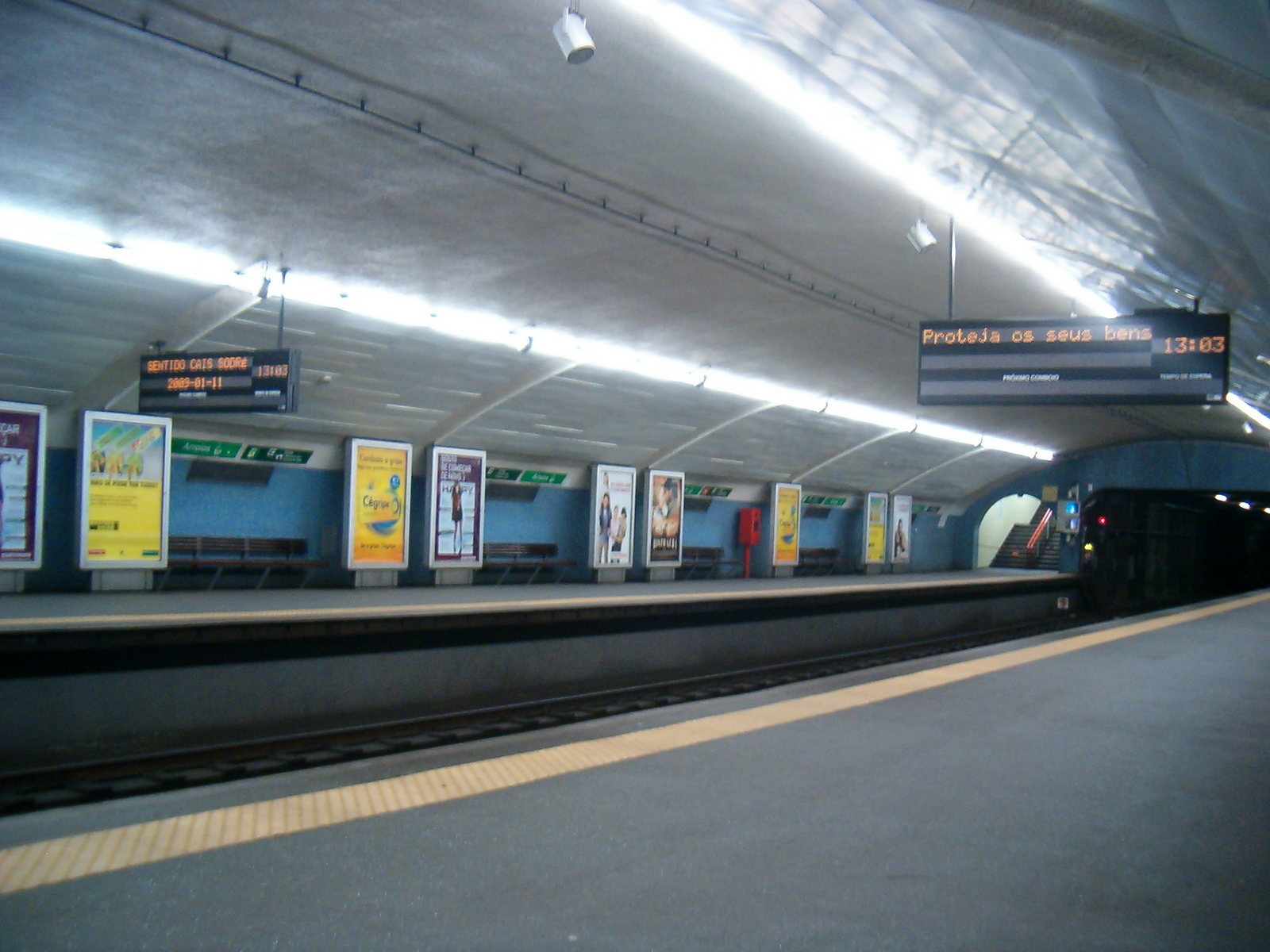
Головна зала і посадкові платформи станції